# Kill Rock Stars
Kill Rock Stars è un'etichetta discografica indipendente fondata ad Olympia, Washington, nel 1991 da Slim Moon e Tinuviel Sampson. Originariamente nota per il suo impegno in favore della scena punk rock underground dell'area di Olympia, nel corso del tempo, l'etichetta ha pubblicato una varietà di lavori che spaziano in diversi generi musicali.
Tra le band che hanno pubblicato per l'etichetta ci sono Bikini Kill, Bratmobile, Deerhoof, Unwound, Witchypoo e le inglesi Huggy Bear, Sleater-Kinney, The Decemberists, Lois Maffeo, Mary Lou Lord, Elliott Smith, Mukilteo Fairies e Gossip.

## Storia
(Slim Moon)
Nata nel 1991, la prima uscita dell'etichetta fu uno spoken-word, un 7" split dal titolo Wordcore, diviso a metà tra Kathleen Hanna e Slim Moon. A questo debutto seguirono poi altre uscite, la prima di una certa rilevanza fu una compilation di gruppi dell'area Olympia, semplicemente intitolata Kill Rock Stars, che comprendeva band come Bikini Kill, Bratmobile, Unwound, Nirvana, Melvins, così come il cantautore Elliott Smith.
Tra gli album pubblicati dall'etichetta che hanno riscosso un maggior successo ci sono: l'EP d’esordio delle Bikini Kill nel 1992 e il loro terzo album Pussy Whipped del 1993; Elliott Smith, omonimo disco del cantautore americano uscito nel 1995, seguito poi da Either/Or (1997), ad oggi ritenuto uno dei suoi più grandi capolavori di chitarra e voce; il terzo lavoro delle Sleater-Kinney, dal titolo Dig Me Out, uscito nel 1997 e che raccolse l'attenzione della stampa nazionale di settore.
Altre uscite importanti della Kill Rock Stars includono gli album di Jeff Hanson, Unwound, Marnie Stern, The Gossip, Mecca Normal, Comet Gain e i Decemberists, che hanno pubblicato tre album per l'etichetta tra il 2001 e il 2005.